# Ashby Ivanhoe F.C.
Ashby Ivanhoe F.C. là một câu lạc bộ bóng đá đến từ Leicestershire, Anh. Đội bóng giành quyền thăng hạng East Midlands Counties League năm 2014, lần đầu tiên thi đấu ở Cấp độ 10 trong Hệ thống các giải bóng đá ở Anh.